# Cohoes
Cohoes város az USA New York államában, Albany megyében. Lakosainak száma 18 147 fő (2020. április 1.).

## Népesség
A település népességének változása:

| 2010 | 16 168 |
| 2020 | 18 147 |